# Miri
Miri is een stad en gemeente (majlis bandaraya) in de staat Sarawak op het eiland Borneo in Maleisië. Het is de tweede grote gemeente van Sarawak. Het heeft 235.000 inwoners. De stad is de olie-stad van Sarawak. Vanaf de stad zijn veel booreilanden in zee zichtbaar.
In het oude deel van de stad bevindt zich een markt, dicht bij een Chinese tempel. Vier kilometer uit het centrum, noordelijk van de stad, ligt de grootste Chinese tempel van Zuidoost-Azië.
Toeristisch gezien is Miri geen bijzondere stad, hoewel het wel wordt gebruikt als uitvalsbasis naar Mulu, Niah en Brunei. Bij de stad bevinden zich vele duiklocaties. De olieindustrie (Miri wordt weleens Shell town genoemd) heeft voor zover bekend, de "riffen" niet aangetast.
Luchthaven Miri ligt op ongeveer 10 kilometer van de stad. Het busstation Wisma Pelita ligt aan de Jalan Melayu niet ver van het Wisma Pelita winkelcentrum.